# Šuman Topla
Šuman Topla (cyr. Шуман Топла) – wieś w Serbii, w okręgu zajeczarskim, w gminie Knjaževac. W 2011 roku liczyła 49 mieszkańców.